# Space Radio
Space Radio is een fictieve radiozender die in 1982 bij wijze van 1 aprilgrap door de TROS de reguliere Hilversum 3 uitzending stoorde.

## Geschiedenis
Tijdens de 1 april-uitzending van de TROS Top 50 in 1982 werd het programma van Ferry Maat regelmatig gestoord en uiteindelijk geheel overgenomen door "Space Radio". Deze zender deed zich voor als een piratenzender die via de satelliet uitzond vanuit het vorstendom Liechtenstein. Presentator van deze zender was een Engelssprekende Kas van Iersel, die daarmee zijn primeur had op de landelijke radio. Uiteraard kon de reguliere STER-reclame en het ANP-nieuws, niet onderbroken worden. Dit werd heel handig opgelost door de mededeling vanuit Space Radio: "Voor de Nederlandse frequentie van Space Radio wordt het programma nu tijdelijk onderbroken voor lokale advertenties".
Telefonistes van de NOS en TROS waren niet op de hoogte van de grap, en werden overspoeld door telefoontjes van bezorgde luisteraars. Zelfs het NOS Journaal wilde met een cameraploeg langskomen.
Na anderhalf uur maakte diskjockey Ferry Maat er een eind aan met de mededeling:
"Beste, lieve, Hilversum III TROS luisteraars. Wat zijn jullie er met z’n allen ingetuind het laatste uur. Kijk eens even in je agenda, of kijk eens op dat ding dat aan de muur hangt. Wat is het vandaag voor een dag? Het is vandaag 1 april 1982 en die satelliet hangt er nog lang niet."